# Jordan Belfort
Jordan Belfort (* 9. července 1962 New York) je americký motivační řečník a bývalý burzovní makléř. V roce 1999 byl obžalován z akciových podvodů. V americké federální věznici si za ně odseděl pouze 22 měsíců, protože vypovídal proti svým spolupracovníkům a podřízeným, kteří s ním byli do podvodů zapleteni. V roce 2007 vydal autobiografii Vlk z Wall Street, která se stala předlohou ke stejnojmennému filmu režiséra Martina Scorseseho.

## Mládí
Jordan Belfort se narodil v rodině účetních Leah a Max Belfortových, jeho matka se později stala právničkou. Jordan je židovského původu, i když se narodil v Bronxu, převážnou část života strávil ve čtvrti Bayside, Queens, v této čtvrti bydlela především střední třída. Vystudoval na Americké univerzitě (American University), kde získal titul z biologie. Jordan krátce navštěvoval vysokou školu v Baltimoru, kde se zajímal o obor zubařství. Z této školy odešel poté co děkan prohlásil: „Zlatý věk dentistů je pryč, pokud jste zde, protože chcete vydělat spoustu peněz, jste na špatném místě“.

## Kariéra

### První zaměstnání
Belfort se stal podomním prodavačem masa a mořských plodů na Long Islandu. V rozhovorech a svých memoárech tvrdí, že byl zpočátku úspěšný, měl několik zaměstnanců a dokázal prodat přes 2300 kilogramů hovězího a ryb týdně. Nicméně nakonec ve 25 letech zbankrotoval. Podle rozhovorů a memoárů mu rodinný přítel pomohl získat místo jako trainee burzovní makléř pro společnost L.F. Rothschild. Belfort říká, že byl propuštěn poté, co se společnost dostala do finančních potíží v souvislosti s černým pondělím, krachem na burze v roce 1987.

### Stratton Oakmont
Belfort založil Stratton Oakmont jako franšízu Stratton Securities. Stratton Oakmont fungovala jako telefonní ústředna, ze které byli obvoláváni nic netušící lidé a přesvědčováni k nákupu podvodných akcií. Během svého působení ve Strattonu Belfortův životní styl sestával z velkolepých oslav a intenzivního užívání drog, převážně metakvalonu – Belfortovi prodávaném pod přezdívkou „Quaalude“ – což vyústilo v závislost. Stratton Oakmont v jednu chvíli zaměstnávala přes 1000 burzovních makléřů. Policie se o ni zajímala v podstatě po celou dobu její existence.
V prosinci 1998 byla společnost vyloučena z National Association of Securities Dealers. V roce 1999 byl Belfort obžalován z podvodů s akciemi a praní špinavých peněz.
Belfort si za prodej podvodných akcií, které investorům způsobily škodu přibližně 200 milionů dolarů, odseděl ze čtyřletého trestu pouze 22 měsíců, a to kvůli dohodě o vině a trestu, v rámci které vypovídal proti svým spolupracovníkům a podřízeným, kteří s ním byli do podvodů zapleteni. Belfortovi bylo nařízeno jako náhradu škody zaplatit 110,4 milionu dolarů. Ve vězení se na cele seznámil s Tommym Chongem, který jej přesvědčil, aby o svém životě burzovního makléře sepsal knihu a stal se motivačním řečníkem.
Federální prokurátoři a Komise pro kontrolu cenných papírů Spojených států se však vyjádřili, že Stratton Oakmont nebyla představitelkou typické společnosti, které obchodují na Wall Street.

### Odškodné poškozeným
Belfortova dohoda o odškodnění jej zavazovala k zaplacení 50 % svého příjmu. Toto odškodnění se týkalo 1 531 klientů, které do roku 2009 okradl, a bylo ujednáno ve výši 110 milionů dolarů. Kolem 10 milionů dolarů z 11,6 milionu, které byly poškozeným vyplaceny do roku 2013, pocházelo z prodeje nemovitostí, které mu byly zabaveny státem.
V roce 2013 podali státní zástupci na Belforta stížnost za nevyplacení odškodného poškozeným. Jeho právníci tvrdili, že Belfort byl zodpovědný za proplácení odškodného pouze do roku 2009 a od té doby ne. O několik dnů později vláda Spojených států potvrdila zjištění, že Belfort dohodnuté odškodnění poškozeným nevyplatil. Odškodnění, která proplacena byla, činila 382 910 dolarů v roce 2007, 148 799 dolarů v roce 2008 a 170 000 dolarů v roce 2009. Poté začal s vládou Spojených států znovu vyjednávat o množství vypláceného odškodného. Podíl vypláceného odškodného tak byl snížen na minimální částku 10 000 dolarů měsíčně.
Belfort také tvrdil, že všechny příjmy ze svých knih a filmu Vlk z Wall Street budou použity k proplacení odškodného jeho obětem. V červnu 2014 ale mluvčí státního zastupitelství Spojených států oznámil, že se toto tvrzení nezakládá na pravdě, protože Belfordovi byl již proplacen honorář za prodej autorských práv, který však nebyl v plné výši použit k proplacení odškodného. BusinessWeek informoval, že Belfort z celkových 1,2 milionu dolarů, které mu byly proplaceny ještě před vydáním filmu, zaplatil jako odškodnění svým obětem pouze 12 000 dolarů.

## Osobní život
Belfort byl dvakrát ženatý, poprvé s Denise Lombardo a toto manželství zkrachovalo. Jeho druhou manželkou byla Nadini Caridi, se kterou má dvě děti. Po své druhé manželce pojmenoval luxusní jachtu. Tato jachta byla původně postavena pro Coco Chanel v roce 1961. Osud této jachty byl zpečetěn v červnu 1996, poté co Belfort spěchal vyřizovat obchod a naléhal na kapitána jachty, ať ignoruje předpověď počasí. Jachta vyjela do silné bouře, ohrožovaly ji několikametrové vlny, nakonec došlo k potopení jachty u východního pobřeží Sardinie, celá posádka byla zachráněná italskou pobřežní hlídkou.
Od roku 2013 žije v Manhattan Beach v Kalifornii. Vlastní společnost na trénink a výchovu obchodníků.

## Autobiografie
Během svého pobytu ve federálním vězení se setkal s Tommy Chongem, který Belforta přesvědčil, aby svůj příběh sepsal a publikoval. Napsal dvě autobiografické publikace Vlk z Wall Street a Catching the Wolf of Wall Street, které byly publikovány ve 40 zemích a přeloženy do 18 jazyků.
- Catching the Wolf of Wall Street: More Incredible True Stories of Fortunes, Schemes, Parties, and Prison  (Bantam, 2009) ISBN 978-0-553-80704-2[21]
- The Wolf of Wall Street (Bantam, 2007) ISBN 978-0-553-80546-8[22]

## Film
Z Belfortovy autobiografie čerpali tvůrci pro tvorbu filmu Riziko z roku 2000, ovšem Belfort se stal známým až díky zpracování režiséra Martina Scorseseho, který natočil film Vlk z Wall Street. Hlavní postavu ztvárnil Leonardo DiCaprio po boku Margot Robbie, která ztvárnila Nadine Caridi, druhou manželku Jordana Belforta.